# Distretto di Miramor
Il distretto di Miramor è un distretto dell'Afghanistan appartenente alla provincia del Daikondi. Viene stimata una popolazione di 31 713 abitanti (stima 2016-17).